# Jean Franko
Jean Carlos Franko Secanto, né le 5 décembre 1978 à Macuto (État de La Guaira), est un mannequin et acteur de films pornographiques vénézuélien. En 2011, il obtient la nationalité espagnole, en sus[Selon qui ?] de sa nationalité vénézuélienne.

## Biographie

### Mannequin
Jean Franko quitte le Venezuela pour s'installer en Europe en 1999.
Il commence alors une carrière de mannequin pour le fameux couturier espagnol Francis Montesinos (es) et défile ainsi en 2002 et 2003 pour la "Cibeles Madrid Fashion Week". Il pose à Milan pour le photographe Gian Paolo Barbieri, travaille comme showroom mannequin chez Tommy Hilfiger et participe aux scènes de danse d'une vidéo du groupe les Gipsy Kings. En 2010, il participe à une série de photos pour le couturier parisien Hindi Mahdi.

### Acteur porno
C'est en 2004 que Jean Franko commence sa carrière cinématographique dans une production dirigée et réalisée par Lucas Kazan : Italian for the Beginner. Il obtient un succès immédiat. Un contrat d'exclusivité avec deux des plus prestigieux directeurs de films gay érotiques — Lucas Kazan Productions (it) et Kristen Bjorn — lui est alors proposé.
Il reçoit de nombreuses récompenses, dont le HeatGay 2007 du meilleur acteur dans un film étranger, puis le prestigieux GayVN Award comme meilleur acteur étranger en 2007 pour The School for Lovers (librement inspiré de Cosi Fan Tutte de Mozart) et en 2008 pour The Men I Wanted, réalisés par l'Italien Lucas Kazan.
En 2009, il est nommé à Hollywood dans la catégorie meilleure scène de groupe pour ses prestations dans le film Skin Deep de Kristen Bjorn. À Los Angeles, il reçoit la récompense de "Best Latin Top Performer Of The Year 2010" aux JRL Awards pour son rôle dans Rough/Tender de Lucas Kazan.
Il a fait la couverture de très nombreux magazine gay, comme Honcho de 2006 à 2009, Latin Inches en mars 2006, XFactor en novembre 2007, XXXShowcase en août 2006. Il est également apparu à la une de magazines allemands : Macho en mars 2009, Toy (no 287) et Hart! 15 en mars 2010. Il est la couverture du magazine français TribuMove de février 2011.
Lucas Kazan l'a choisi pour la couverture de son livre Italian Style, un livre photographique de luxe relié et édité par Bruno Gmünder en 2008. Les livres photographiques d'art érotique Business Affairs (2007) et Executive Pleasures (2008), produits par MenAtPlay et édités par Bruno Gmünder Verlag, lui consacrent à chaque fois 6 pages. Il a également été la couverture de nombreux calendriers gay.
Depuis 2009, Jean Franko a lancé, parallèlement à sa carrière cinématographique, un concept événementiel mensuel "The One X", concept festif attirant à Bruxelles un très large public gay provenant de toutes les capitales européennes. En 2011, il internationalise son concept sous la forme du "The One X Global Tour".

## Signes particuliers
Jean Franko cultive un look latin, mélange de virilité, de masculinité et de sensualité. Il porte trois tatouages : un aigle sur la jambe (réalisé en 2002), un centaure musclé symbolisant le sagittaire, son signe astrologique, sur le haut de l'épaule gauche (2008), et la phrase « God Only Can Judge Me » sur l'avant-bras gauche (2009).

## Vidéographie
- 2004 : Italian for the Beginner de Lucas Kazan (Lucas Kazan Productions (it))
- 2004 : Taking Flight de Chris Steele (Falcon Studios)
- 2005-2009 : plusieurs scènes pour le studio londonien MenAtPlay Productions
- 2005 : Manville: The City of Men de Kristen Bjorn (Kristen Bjorn Productions)
- 2005 : Decameron: Two Naughty Tales de Lucas Kazan (Lucas Kazan Productions) : Zeppa
- 2005 : Love and Lust (pt) de Lucas Kazan (Lucas Kazan Productions)
- 2006 : The School for Lovers de Lucas Kazan (Lucas Kazan Productions) : Alfonso
- 2006 : Fire Dance (Kristen Bjorn Productions)
- 2006 : Collin O'Neal's London (Raging Stallion Studios, Collin O'Neal Productions)
- 2007 : Rocks & Hard Places, Part 1 de Kristen Bjorn (Kristen Bjorn Productions)
- 2007 : Rocks & Hard Places, Part 2 de Kristen Bjorn (Kristen Bjorn Productions)
- 2007 : El Rancho de Kristen Bjorn (Kristen Bjorn Productions)
- 2007 : The Men I Wanted (pt) de Lucas Kazan (Lucas Kazan Productions)
- 2007 : Du Muscle (Citébeur)
- 2007 : Du Zob (Citébeur)
- 2008 : Italians and Other Strangers (pt) de Lucas Kazan (Lucas Kazan Productions)
- 2008 : Action! Parts 1 & 2: Director's Cut de Kristen Bjorn (Kristen Bjorn Productions) : la mega porn star
- 2008 : Skin Deep, Part 1 de Kristen Bjorn (Kristen Bjorn Productions)
- 2008 : Skin Deep, Part 2 de Kristen Bjorn (Kristen Bjorn Productions)
- 2009 : Pizza Cazzone de Jörg Andreas (de) (Cazzo Film) : un mécanicien
- 2009 : Hairy Hunx Bulging Boxers de Maxwell Barber (Alphamale Media - Hairy Hunx Productions)
- 2009 : Out On The Hit de Maxwell Barber (Alphamale Media - Out Productions)
- 2009 : Pride de Kristen Bjorn (Kristen Bjorn Productions)
- 2009 : Big Business de Jörg Andreas (Cazzo Film)
- 2009 : Collin O'Neal's Turkey (Collin O'Neal Productions)
- 2009 : Furry Fuckers (Alphamale Media - Hairy Hunx Productions)
- 2010 : Stag Reel de Damien Crosse et Francesco D'Macho (Raging Stallion Studios / StagHomme Productions)
- 2010 : Rough/Tender de Lucas Kazan (Lucas Kazan Productions)
- 2010 : Stag Candy de Damien Crosse et Francesco D'Macho (Raging Stallion Studios / StagHomme Productions)
- 2010 : Pumped And Fucked (Alphamale Media Productions)
- 2010 : Missing de Michael Lucas et mr. Pam (Lucas Entertainment (en))
- 2010 : Giuseppe and His Buddies d'Ettore Tosi (Lucas Kazan Productions)
- 2011 : Hustlers (MenAtPlay Productions)
- 2014 : Masculine Embrace de Michael Lucas et Adam Killian, avec Damien Crosse, Paddy O'Brian, Jessy Ares, Rafael Alencar
- 2018 : Sex Gods, avec François Sagat, Paddy O'Brian, Allen King

## Récompenses
- 2007 : GayVN Award de l'acteur étranger pour The School for Lovers
- 2008 : GayVN Award de l'acteur étranger pour The Men I Wanted[6]